# 森知奈美
森 知奈美（もり ちなみ、1990年5月5日 - ）は、日本の陸上競技選手である。専門は長距離種目。ヤマダホールディングス退職後、現在岐阜県中学校教師。血液型はA型。5000mの岐阜県記録保持者。

## 経歴・人物
岐阜県不破郡垂井町出身。岐阜県立岐阜商業高等学校卒業。2012年、佛教大学文学部英米学科卒業。パナソニックへ入社。2016年、ヤマダ電機に移籍。趣味は、美味しいものを食べること、料理をすること。お店をリサーチすることや地図を見ること、一人カラオケも好き。好きな芸能人は、AKB48やモーニング娘。で、リラックマのキャラクターも大好きだが、周囲には「意外」と言われるらしい。

## 主な記録
| 年     | 大会                 | 種目   | 順位     | 備考         |
| ------ | -------------------- | ------ | -------- | ------------ |
| 2009年 | 全日本大学女子駅伝   | 5区    | 区間賞   | 佛教大学優勝 |
|        | 大学女子選抜駅伝     | 2区    | 区間2位  | 佛教大学優勝 |
| 2010年 | 日本インカレ         | 5000m  | 6位      |              |
|        | 全日本大学女子駅伝   | 1区    | 区間賞   | 佛教大学優勝 |
| 2011年 | 兵庫リレーカーニバル | 10000m | 7位      |              |
|        | 日本インカレ         | 5000m  | 3位      |              |
|        | 全日本大学女子駅伝   | 5区    | 区間賞   | 佛教大学2位  |
| 2012年 | 都道府県対抗女子駅伝 | 9区    | 区間23位 | 岐阜県20位   |
|        | 第96回日本陸上選手権 | 5000m  | 18位     |              |
|        | 日本インカレ         | 10000m | 4位      |              |
|        | 全日本大学女子駅伝   | 3区    | 区間4位  | 佛教大学2位  |
| 2013年 | 都道府県対抗女子駅伝 | 4区    | 区間13位 | 岐阜県20位   |